# Ramsö, Strömstads kommun
Ramsö är en ö i Kosterarkipelagen i Tjärnö socken i Strömstads kommun, Bohuslän. Ramsö ligger tre kilometer sydsydost om Sydkoster och drygt fyra kilometer öster om Ursholmen. Ön är cirka 1 km² stor, och där finns ett tjugotal fastigheter. Ramsö omges av Kosterhavets nationalpark.

## Geologi
Ramsös berggrund består huvudsakligen av gnejs. Gnejsen är genombruten av parallella gångar av svart diabas samt av grönsten.

## Historia
Första gången Ramsö nämns är år 1610 då Knud bosatte sig här. Skrönorna berättar: När den Spanska armadan år 1588 förliste på väg mot England, så svepte en av kaptenerna in sin lille son ordentligt och placerade honom i en vagga innan fartyget sjönk. Vaggan flöt iland på Sydkoster. Pojken togs omhand av en fiskarfamilj som döpte honom till Anders. Anders fick sju söner, som alla flyttade till Ramsö. Knud var en av dessa.
En mer rimlig berättelse är att Knud kom från herremansgården Wrem i Kville socken. Under norska tiden tillhörde Ramsö gården Wrem.
Givetvis har fisket varit en viktig del i Ramsöbornas försörjning. Under 1900-talet spelade hummer- och räkfisket en viktig roll. 1933 uppfördes den stormsäkra hamnen på ön och 1956 drogs elektricitet till ön, som då hade 62 innevånaren. 1998 slutade den siste räkfiskaren på ön att tråla efter räka. Den var heltidsbebodd fram till 2010, då den sista fastboende flyttade från ön. Antalet sommarboende är omkring 150.

## Etymologi
År 1634 skrevs öns namn Ramsöen. Det finns två alternativa förklaringar till namnet: att det fornnordiska namnet hrafn (korp) givit ön dess namn, eller att växten ramslök som finns på ön givit den namnet. Den relativt sällsynta örten ramslök finns på ön.